# Rychlik (dopływ Kamiennej)
Rychlik (niem. Wilde Mann) – krótki górski strumień IV kategorii w Górach Izerskich, lewy dopływ Kamiennej  o długości 3,5 km. należący do dorzecza Odry i zlewiska Morza Bałtyckiego. Jego źródła znajdują się na wschodnich zboczach Złotych Jam na wysokości około 1 075 m n.p.m.. Płynie na południowy wschód. Przed ujściem przyjmuje jedyny większy, prawy dopływ Cichy Potok. Uchodzi do Kamiennej pomiędzy Jakuszycami a Szklarską Porębą Górną. Płynie po granicie i jego zwietrzelinie. Cały obszar zlewni Rychlika porośnięty jest górnoreglowymi lasami świerkowymi, częściowo zniszczonymi i odnowionymi poprzez nowe zalesienia.
W dolnym biegu przecina go linia kolejowa nr 311 z Jeleniej Góry do Harrachova, tzw. Kolej Izerska.